# Верховный суд Бурунди
Верхо́вный су́д Буру́нди (фр. Cour Suprême du Burundi) — высший судебный орган в Республике Бурунди. Расположен в столице страны в Бужумбуре.
Он является кассационной и апелляционной инстанцией для судов общей юрисдикции (по гражданским и уголовным делам), также рассматривает административные споры.
Главной задачей суда является обеспечение соблюдения законодательства, укрепление верховенства закона и демократии. Его решения  не подлежат дальнейшему обжалованию и носят обязательный характер для органов исполнительной и законодательной власти, а также других органов.
Верховный суд состоит из трёх палат: Кассационной, Административной и Судебной (рассматривает дела по первой инстанции).